# Oddlužení
Oddlužení je pojem užívaný pro odpouštění či snižování dluhů, zejména dluhů rozvojovým zemím ze strany vyspělých států. Většina z těchto dluhů je pro rozvojové země ohromným břemenem, který brání jejich dalšímu rozvoji. Ukázalo se například, že po odpuštění dluhu mohly některé země zrušit školné či zvýšit výdaje na zdravotnictví. Řadu z těchto dluhů lze navíc označit za nelegitimní, neboť byly půjčeny různým diktátorským režimům. Odpuštění dluhů se řešilo a řeší na řadě fór věřitelů a existuje také množství iniciativ, které se této problematice věnují. Přes různá částečná oddlužení dnes rozvojové země dluží přes dva biliony amerických dolarů.

## Iniciativy na odpuštění dluhů
Iniciativa nejvíce zadlužených zemí (Heavily Indebted Poor Countries - HIPC Iniciative) - v roce 1996 navrhla Světová banka a Mezinárodní měnový fond odpuštění dluhů zahrnující všechny úvěry: bilaterální dluhy u států, multilaterální dluhy vůči multilaterálním finančním institucím a dluhy u soukromých bank. Skupina G8 se pak v roce 1999 pod tlakem kampaně Jubilee/Milostivé léto zavázala iniciativu podpořit a odpustit sto miliard amerických dolarů. Dodnes se však podařilo dosáhnout oddlužení pouze 18 zemí.